# Objektiv (optik)
 For alternative betydninger, se Objektiv. (Se også artikler, som begynder med Objektiv)
Et objektiv er en del af et optisk instrument som bruges til at "indfange lys". Det er modsat et okular som "udsender lyset" så man kan betragte det med øjet. Kameraer, teleskoper, mikroskoper og lignende apparater er normalt forsynet med et objektiv og et okular.

## Objektiver til kameraer
Ordet bruges derfor om den optiske del af et fotografiapparat hvor det er en enhed som består af et antal linser.

### Brændvidde
Et objektivs brændvidde, som løst sagt bestemmer hvor stort et billede den danner, og dermed hvor stort et udsnit man får med på filmen, angives i millimeter og betegnes normalt med f. På et klassisk filmkamera i formatet 24 x 36 mm (også kaldet 135-formatet) kalder man traditionelt et 50 mm for et normalobjektiv. Hvis man arbejder med forskellige formater, som for eksempel større filmformater eller digital fotografi, kan det være praktisk at anvende en anden typisk definition, nemlig at brændvidden på et normalobjektiv er lig længden af filmformatets diagonal (hvilket giver omkring 43 mm for 135-film).
- Et vidvinkelobjektiv har en stor billedvinkel og en brændvidde på under 50 mm, typisk 35 eller 28 mm. De helt vidvinklede objektiver, ned til 6 mm, udformes som fiskeøjeobjektiver.
- Et normalobjektiv har en brændvidde omkring 50 mm. Denne type objektiver er de letteste at fremstille og er derfor de mest lysstærke objektiver, det vil sige med en stor blændeåbning og en lav blændeværdi.
- Et teleobjektiv har en mindre billedvinkel end normalobjektivet og gengiver derfor et mindre udsnit af motivet. Alt med brændvidder et stykke over 50 mm benævnes tele-objektiver. Typisk bruges teleobjektiver på 80-300 mm.

### Blænde
Lysindfaldet gennem et objektiv styres af en blænde, der sidder i det optiske center. Den fungerer ved hjælp af lameller, der trinvist kan gøre hullet, som lyset slipper igennem, større eller mindre. Det styres enten fra kameraets knapper eller ved hjælp af en drejering på selve objektivet. På langt de fleste moderne kameraer styres det helt automatisk af kameraet.
Et lysstærkt 50 mm normalobjektiv kan for eksempel have blændeværdier fra f/1,4 til f/22 i 9 trin. Blænden angives traditionelt som nævneren i en brøk med brændvidden i tælleren. Derved regnes lysmængden altid i forhold til billedets størrelse og samme blændetal vil angive samme belysningsstyrke på filmen uanset brændvidden. Ofte bruger man dog i fotografslang kun at angive nævneren og så får man den mærkværdighed at det største blændertal i virkeligheden betyder den mindste blænde.
Ved blænde f/22 er blændeåbningen og dermed lysindfaldet meget lille. Til gengæld er dybdeskarpheden stor, det vil sige at billedet står skarpt både tæt på og langt væk fra kameraet. Ved blænde f/1,4 er lysindfaldet langt større og det bliver muligt at tage billedet med en kortere lukkertid. Men dybdeskarpheden er omvendt meget lille, måske blot få centimeter. Ved et portrætfoto vil motivets øjne således blive uskarpe, hvis fotografen stiller skarpt på næsetippen.
Dybdeskarpheden afhænger også af brændvidden. Ved 300 mm er dybdeskarpheden meget lav, mens den ved 28 mm vil være meget høj, selvom der bruges samme blænde.
Et objektivs maksimale blænde, som bl.a. er begrænset af hvor store linser det er forsynet med, er normalt angivet på objektivet sammen med brændvidden. Hvis et objektiv er angivet som "50 mm f/1.8" er det et altså et 50 mm objektiv men en maksimalblænde på 50/1,8 mm.

### Zoomobjektiver
I dag bruges oftest zoomobjektiver, som har variabel brændvidde. Dermed kan et enkelt objektiv bruges både som vidvinkel og som tele. Ulempen ved et zoom-objektiv frem for et objektiv med fast brændvidde er et lavere lysindfald og dermed længere lukkertider – den største mulige blændeåbning (og laveste blændeværdi) vil typisk være 4 eller 5,6 for en standardzoom.

### Specielle objektiver
Et makroobjektiv er et objektiv som er specielt beregnet til at fotografere genstande på meget kort afstand. De er kendetegnet ved at kunne give stor forstørrelse, som betegner hvor stort et motiv kan gengives på filmen i forhold til motivets egen størrelse.
Til ekstrem vidvinkel findes fiskeøjeobjektiver som gengiver rette linjer som krumme. Virkningen svarer til at se motivet spejlet i en glaskugle. Selvom det kan give interessante billeder har det en begrænset anvendelighed. Med digital billedbehandling kan man dog efterfølgende korrigere billedet til at være retlinjet.
Til ekstrem telefotografering findes spejlteleskopobjektiver som er indrettet som typiske astronomiske spejlteleskoper. I stedet for at fokusere lyset alene ved brydning i linser anvendes et system af krumme spejle. Det er en billigere måde at få en meget stor brændvidde, men billedkvaliteten kan almindeligvis ikke stå mål med linsebaserede (refraktive) objektiver og derudover kan det ikke blændes ned.

### Pris og kvalitet
Kvaliteten og dermed prisen på et objektiv afhænger blandt andet af linsernes kvalitet, hvor godt der er korrigeret for sfærisk aberration og andre optiske fejl, om objektivet tegner skarpt i hele billedet, eller om skarphed og lysindfald falder i hjørnerne, om der er indbygget autofokusmotor og lignende. Prisen vil også normalt hænge tæt sammen objektivets maksimale blænde, idet store blænderåbninger kræver større linser og generelt større krav til den optiske kvalitet.